# Rubus ossicus
Rubus ossicus är en rosväxtart som beskrevs av Juzepczuk. Rubus ossicus ingår i släktet rubusar, och familjen rosväxter. Inga underarter finns listade i Catalogue of Life.